# 荷兰东印度公司

荷蘭東印度公司阿姆斯特丹會所旗帜。上方的A代表該船隻或設備屬於阿姆斯特丹會所，若為米德尔堡會所所有者則加註M字，依此類推。

荷蘭東印度公司阿姆斯特丹會所徽章

荷蘭東印度公司，正名為聯合東印度公司（荷蘭語：Vereenigde Oost-Indische Compagnie，簡稱），是荷蘭歷史上為向亞洲發展而成立的特許公司，成立於1602年3月20日，1799年解散，是世界第一家跨國公司、股份有限公司（指公開而非特權股份），世界上第一間證券交易所也在阿姆斯特丹由荷蘭東印度公司創立。
其標幟以V串連O和C（上方的A為荷蘭阿姆斯特丹的縮寫，代表該船隻或設備是阿姆斯特丹所派出，若為米德爾堡市派出者則加註M字，依此類推）。在其成立將近200年間，總共向海外派出1,772艘船，約有100萬人次的歐洲人搭乘4,789航次的船班從荷蘭前往亞洲地區。平均每個海外據點有25,000名員工、12,000名船員。

## 歷史
由於從威尼斯的商人们取得的香料太過昂貴，當時西班牙、葡萄牙、英國、丹麥、瑞典、荷蘭興起海上冒險，以武力入侵佔據產地，建立起香料貿易，葡萄牙率先進行大航海時代的先鋒，由葡萄牙人瓦斯科·達伽馬擔任指揮官，奉葡萄牙國王曼紐一世之命，出海尋找基督信仰的東方君王，並前往印度取得辛香料，達伽馬以優勢武力控制印度洋海域。
於16世紀，葡萄牙在東印度設置商館及要塞，這包括東南亞（麻六甲）、印度（古里、果亞、布利格德、科欽、可倫坡）、阿拉伯半島（馬斯喀特、荷姆茲）、非洲（馬林迪、蒙巴薩、基爾瓦基斯瓦尼、莫三比克），並且有商業發展，主要是香料。
荷蘭作為歐洲貿易要角也不落人後；1580年代，一群荷蘭商人藉機派浩特曼（Cornelis de Houtman）至葡萄牙刺探航道商情，1592年發現一條從歐洲經過好望角到印度尼西亞的新航道。
1595年4月由四艘船組成的船隊配備100門以上的火砲，載著10萬荷蘭盾以上的銀幣與白銀及許多商品（應為產自西歐、北歐或是荷蘭本地的特產品:藝術品、刀劍、寶石加工品）根據葡萄牙的海圖資訊，船隊還是遭遇到許多災難，花了15個月的時間才抵達爪哇島西部的萬丹，途中損失許多水手，船員247人銳減至87人，最終拋棄一艘船，將船員集中在其他三艘，花了2年4個月的時間，在1597年8月終於回到荷蘭，船隊將貿易或是武力得來的商品賣出，投資的人據說沒有虧損。
這群商人便成立一家公司，利用這個資訊往東印度地區發展。從1595年4月至1602年間，荷蘭陸續成立了14家以東印度貿易為重點的公司，受到季風限制，許多船隊幾乎在同一個時間抵達東方，採買相同商品，導致當地進貨價格飆升，將同樣商品帶回造成價格滑落，為了避免過度的商業競爭，該國14家公司於是合併，成為一家聯合公司，也就是荷蘭東印度公司。荷蘭當時的國家議會授權荷蘭東印度公司在東起非洲南端好望角，西至南美洲南端麥哲倫海峽，具有貿易壟斷權。

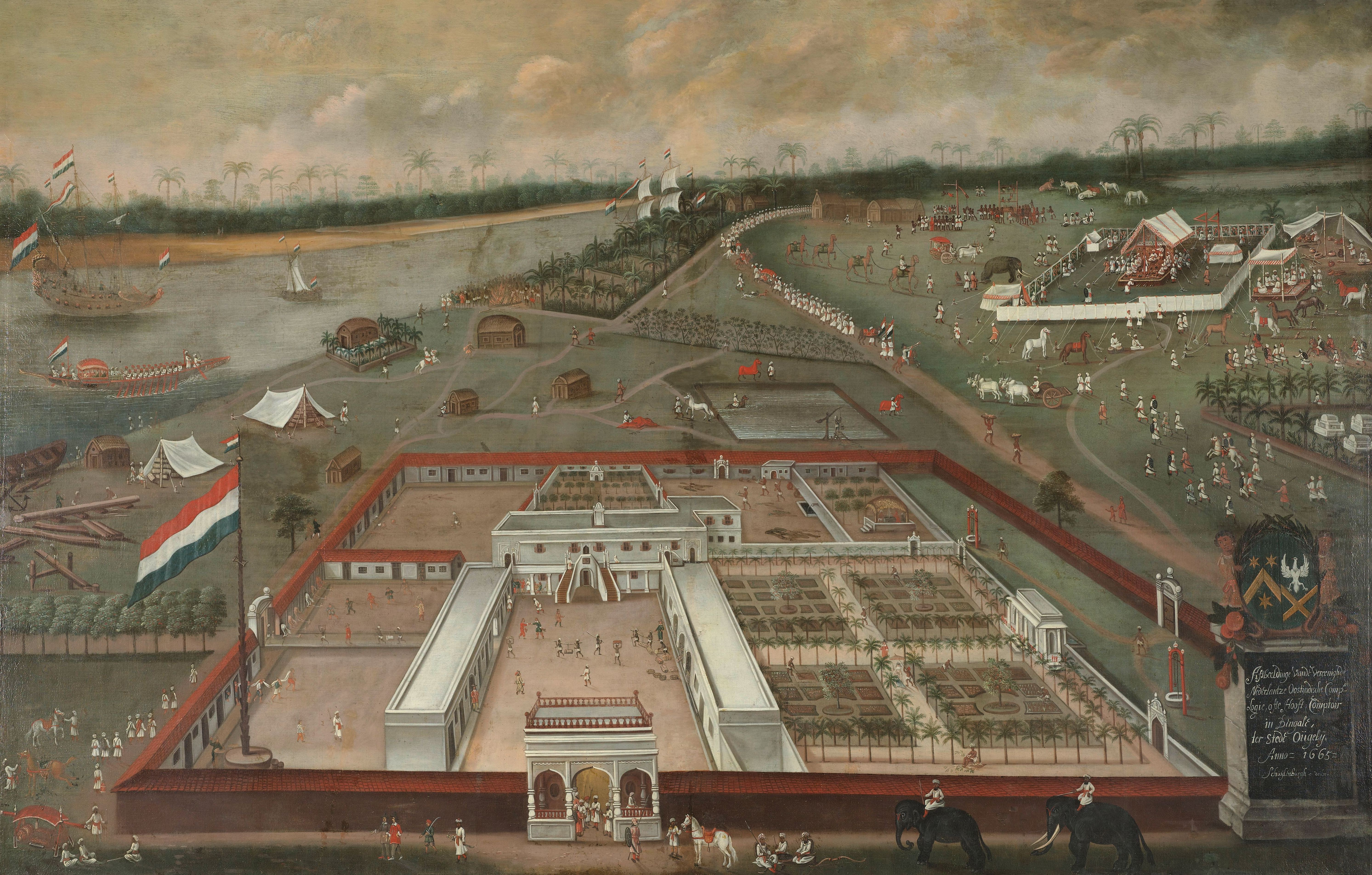
1680年於印度胡格利區的軍事基地

荷蘭東印度公司由位於阿姆斯特丹、米德爾堡、恩克赫伊森、代爾夫特、荷恩、鹿特丹六處的辦公室所組成，其董事會由60位代表組成(阿姆斯特丹20人、澤蘭12人、其餘分部各7人)董事的職位從一開始就屬於終身制，但真正握有實權的只有常務董事17人，被稱為十七紳士（Heren XVII），由十七紳士召開的常董會議，每年舉行兩到三次，分別是阿姆斯特丹8人、澤蘭省4人，其他地區各一人，最後一名代表則從阿姆斯特丹之外的五個分部中輪流選出代表擔任，避免阿姆斯特丹代表在會議中佔了半數的比例。

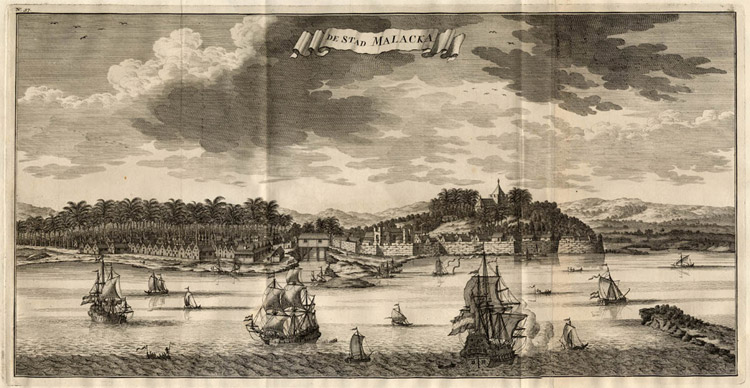
荷兰东印度公司统治下的荷属马六甲港口图像-1724年

尼德蘭地區受到十六世紀發生宗教改革的影響，許多人改宗喀爾文派，成為新教信徒，由於荷蘭人反抗身為領主的法蘭德斯伯爵即西班牙國王謹慎的菲力普「強迫推銷舊教」，也因此，許多比利時的新教徒移居到荷蘭，尤其是資本家，他們多移居荷蘭阿姆斯特丹地區，也成為東印度公司的資本來源。
荷蘭政府透過授權五項事件，入股荷蘭東印度公司，折合現金，價值25,000荷蘭盾。第一，發動對其他國家的戰爭；第二，審判犯人並可以對其實施拘留或監禁；第三，與其他國家和議或談判；第四，發行貨幣；第五，建立殖民地及要塞。予東印度公司將這些特權壟斷貿易，如此一來，荷蘭人民對於荷蘭東印度公司有相當的投資信心。

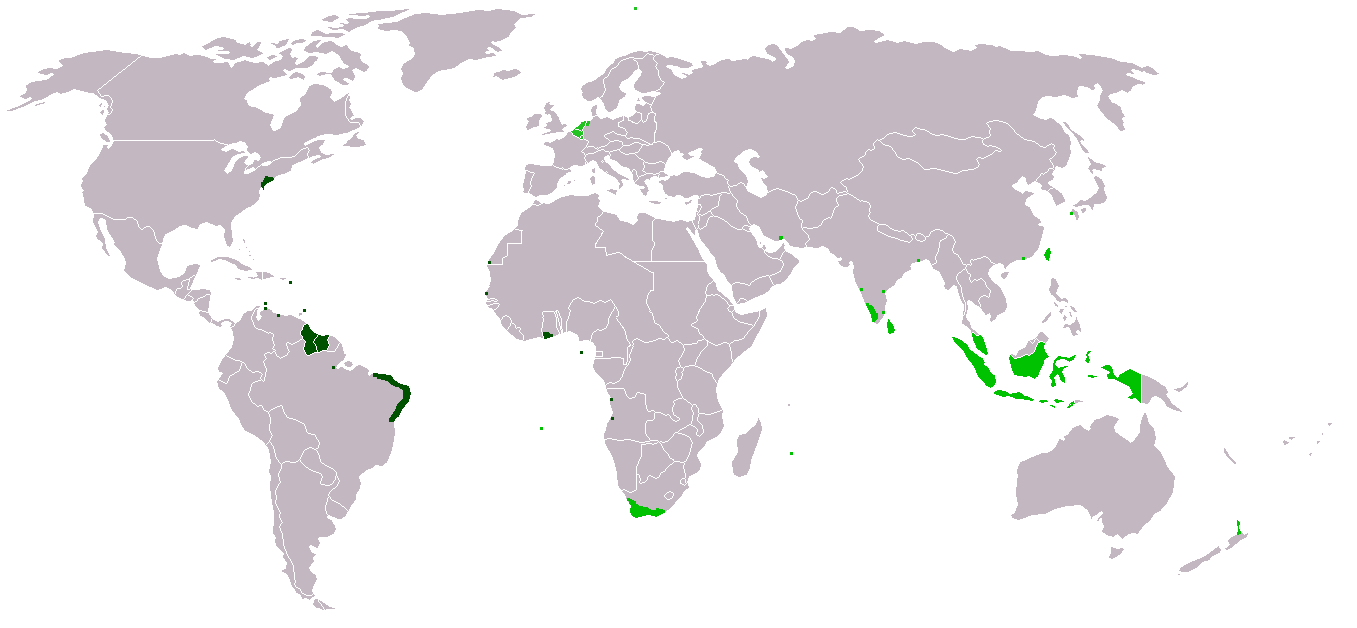
17世紀荷蘭商業公司所佔領的土地，荷蘭東印度公司所佔有的地區以淺綠色表示，範圍含蓋了印度洋與大西洋中的圣赫勒拿岛

1619年，荷蘭東印度公司在爪哇的巴達維亞（今印尼的雅加達）建立了總部，主要是負責與亞洲各交易站的貨物轉運，其他的據點設立在東印度群島、香料群島上。
到了1669年時，荷蘭東印度公司已是世界上最富有的私人公司，擁有超過150艘商船、40艘戰艦、20,000名員工、與10,000名傭兵所組成的軍隊，獲利同樣驚人，股息高達40%，股東也不斷的要求提高股息，這也為荷蘭東印度公司的解散埋下其中一個伏筆。認購股份的熱潮時，荷蘭東印度公司共釋出650萬荷蘭盾的証券供人認購，當時的10盾約等於1英鎊，而1660年代荷蘭一位教師的年薪約280盾，光阿姆斯特丹一地就認購了一半的股份。

## 與东亚地区的貿易關係
荷蘭東印度公司在1604年在澎湖建立城堡作為貿易據點，但當時澎湖為明朝季節性駐防的汛地，經交涉失敗後，大明派遣由沈有容率領的軍隊包圍荷蘭人的城堡，使得荷蘭人撤退。1622年，荷蘭東印度公司的武裝艦隊（包括七艘軍艦、戰士九百人）再次佔領澎湖為據點，並奴役當地的居民建設碉堡，使得1,300人死亡，又封鎖了漳州出海口，明朝海軍無法出動。1623年11月，福建巡撫南居益在廈門藉談判設局囚禁荷蘭代表團，並燒毀了入侵的荷蘭戰艦。1624年2月，發兵1萬人、船2百艘，圍攻風櫃仔紅毛城七個月，迫使荷蘭人投降，毀城撤離佔領了兩年的澎湖。荷蘭人於1624年轉而到當時未有實質政府統治的台灣大員（今臺南市安平區）設立新據點。
佔領臺灣的目的是為對中國、日本、朝鮮半島與東南亞商業據點的樞紐，並壟斷馬尼拉（西班牙殖民地）與中國間的貿易。主要的輸出貿易內容包括砂糖、鹿皮、鹿肉、鹿茸、籐、白米，轉運貿易內容包括荷蘭的藥材，巴達維亞的香料、胡椒、琥珀、麻布、棉花、鴉片、錫與鉛等金屬，中國的蠶絲、絲綢、陶瓷、黃金，日本的銀兩，朝鮮半島的人參等。

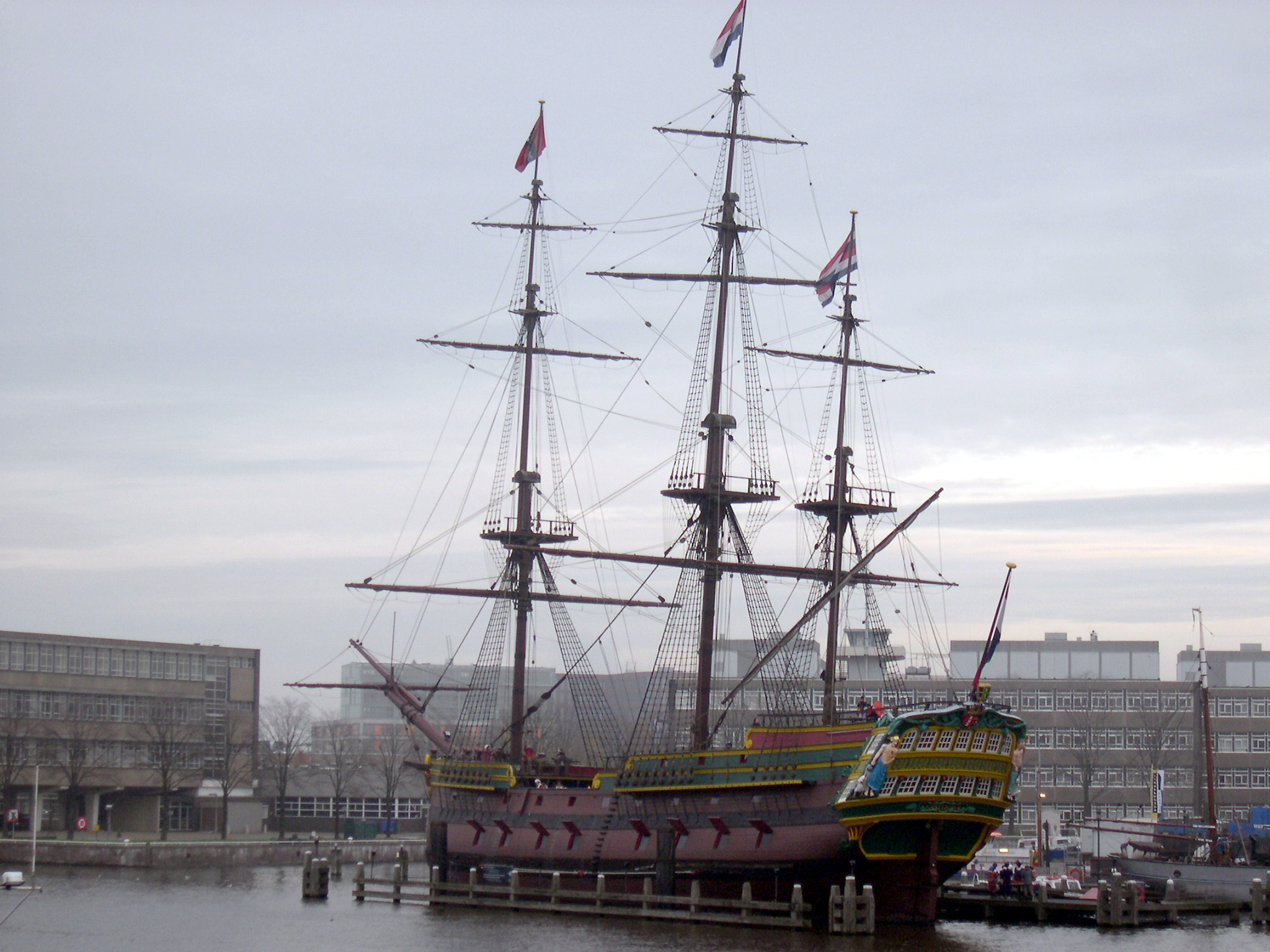
荷蘭海事博物館中展示的VOC商船「阿姆斯特丹號」原寸模型

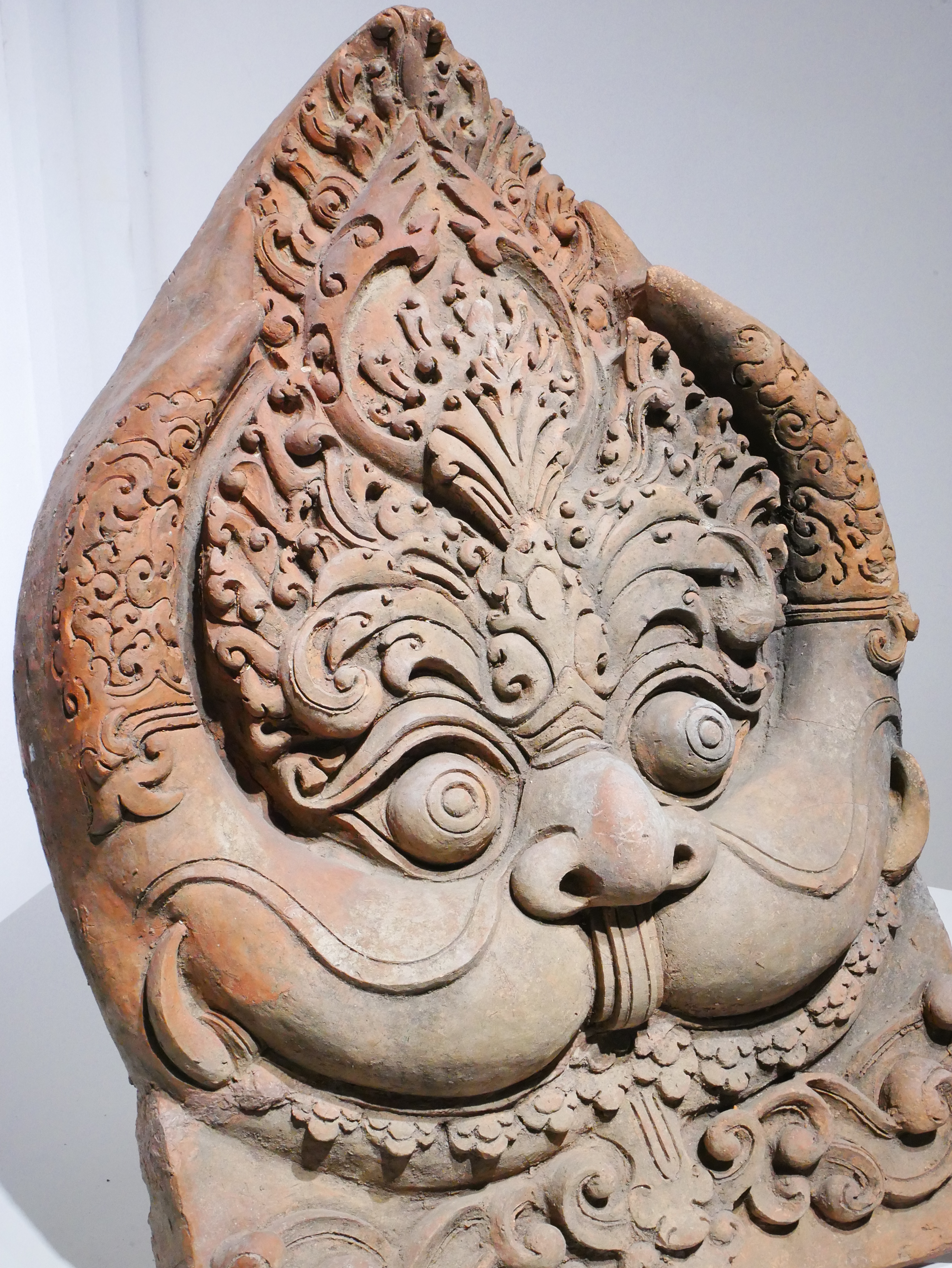
陶製迦樓羅像（印尼，18世紀）

以鹿皮為例，在1634年到1638年短短四年之間，由台灣輸出到日本的張數由11萬張成長到15萬張。到了1658年，台灣砂糖的輸出量已經足夠供應日本與波斯的需要，並增加巴達維亞為輸出對象。
荷蘭東印度公司亞洲約有35個據點，日本據點的獲利為38.8%排名第一，第二名即是獲利25.6%的臺灣，荷蘭東印度公司在這些地方的獲利主要是配送給全公司的股東，其次則用於新教傳教、回饋當地人的文教發展與當地的基礎建設。
當時在臺灣經營貿易的國家除了荷蘭，尚有日本人，鑑於日本人的商業競爭，荷蘭台灣長官遂對日本商人課徵十分之一的關稅，引起雙方不滿，甚至發生濱田彌兵衛事件，1628年兩方終止貿易，經過荷蘭方面道歉，又交出得罪日本人的彼得·奴易茲到日本監禁，1632年才又恢復貿易，但日本在不久之後進入日本鎖國時代。除此之外，因為荷日兩方政府對於其所有領地都有司法權執行的權力，為此兩方也發生過衝突。
荷蘭東印度公司佔領臺灣的期間由1624年至1662年被明鄭延平王鄭成功打敗為止，稱之台灣荷蘭統治時期。當年的建築如熱蘭遮城、普羅民遮城等仍留至今，唯多已傾圯。
《荷蘭聯合東印度公司的起源與發展》一書中，內容為Cornelis de Houtman於1595年第一次東印度航海至1630年代荷蘭人的航海紀錄、報告。書中有關臺灣的部分有韋麻郎（Wijbrand van Waerwijk）航海記，內容包括他於1604來澎湖求市經過，後遭明朝官員諭退。另外，尚有Seyger van Rechteren東印度旅行記（此人於1629-1632年來亞洲），並附有一張熱蘭遮城初建之時的版畫（約1630年）。

## 歷史年表
- 1602年：3月20日成立。

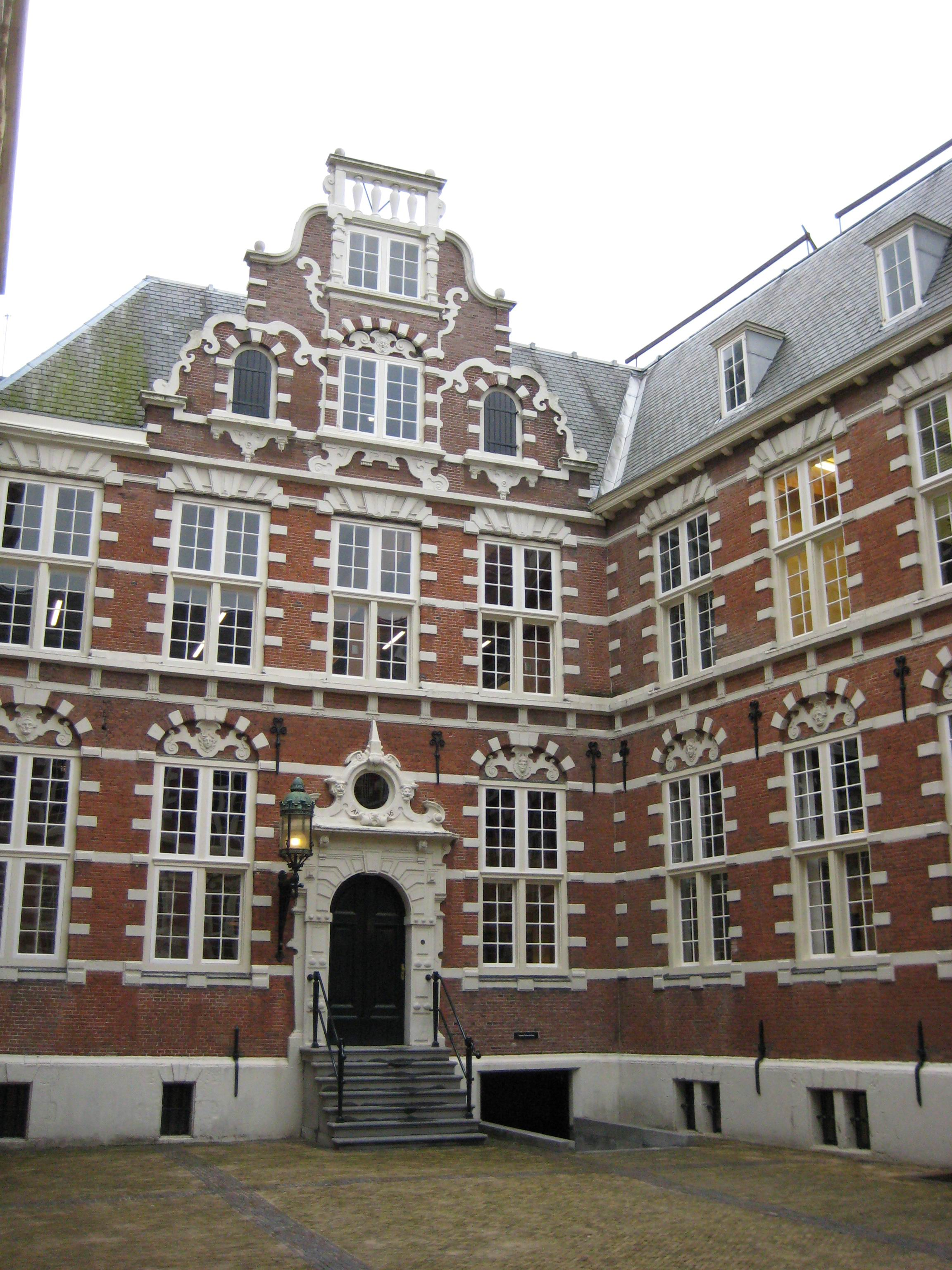
東印度公司大楼在阿姆斯特丹的總部（現為阿姆斯特丹大學校区）

- 1603年：公司船員韋麻郎經由馬六甲海峽由巴達維亞抵達澳門，與葡萄牙的戰爭失敗。
- 1604年：8月7日抵達澎湖，但12月15日被明朝浙江都司僉事沈有容的軍隊驅離。
- 1607年：由葡萄牙手上攻下安汶島，並設置商館。英國隨後也在此設立商館。
- 1619年：在爪哇的巴達維亞（英语：Batavia, Dutch East Indies）成立東印度地區的總部。
- 1622年：攻打葡萄牙人佔地的澳門失敗後轉而佔據澎湖。
- 1623年：殺害安汶島英國商館的10名館員。
- 1624年：明朝軍隊與荷蘭爆發澎湖之戰，經過8個月的戰爭後，荷蘭人戰敗並轉而佔領大員。
- 1633年：日本锁国，僅允許中國及荷蘭於長崎貿易，葡萄牙人被日本赶走，荷兰东印度公司垄断日本贸易（參見南蠻貿易）。
- 1640年：占领葡领斯里兰卡加勒（Galle）
- 1641年：占领葡屬马六甲
- 1648年：根據威斯特伐利亚和约，西班牙承认荷兰独立
- 1652年：在好望角成立殖民地。
- 1658年：占领斯里兰卡科伦坡
- 1661年：4月，南明延平郡王鄭成功佔領澎湖並以之為據點，開始攻打台灣的荷蘭人。
- 1662年：2月，荷蘭台灣長官揆一投降，東印度公司退出台灣。
- 1704年：公司涉入馬打蘭蘇丹國內戰，是為第一次爪哇王位繼承戰爭（～1708年）
- 1719年：第二次爪哇王位繼承戰爭（～1723年）
- 1740年：巴达维亞华人起义
- 1749年：第三次爪哇王位繼承戰爭，馬打蘭分裂並成為公司的附庸（～1757年）
- 1795年：法蘭西第一共和国在和第一次反法同盟對抗中入侵占领了荷兰，荷蘭聯省共和國滅亡。
- 1799年：12月30日到12月31日左右解散。

## 解散
荷蘭東印度公司解散的主要原因在十八世紀時，荷蘭與英國之間的戰爭不斷，兩國在1780年-1784年間的戰爭，由於國內對於亞洲貨品的需求量大減，導致荷蘭東印度公司的經濟出現危機，終於在1799年12月31日宣佈解散。公司遺址為現今阿姆斯特丹大學人文学院校区。